# 剑侠情缘系列
剑侠情缘是金山公司下属游戏工作室西山居制作的电子游戏系列。1997年发行的首作《剑侠情缘》是中国大陆最早的电子角色扮演游戏。

## 作品年代
| 年代       | 作品                   |
| ---------- | ---------------------- |
| 1997年4月  | 劍俠情緣一             |
| 2000年6月  | 劍俠情緣二             |
| 2001年7月  | 劍俠情緣外傳：月影傳說 |
| 2001年12月 | 新劍俠情緣             |
| 2003年     | 劍俠情緣網絡版         |
| 2005年     | 劍俠情緣網絡版二       |
| 2008年     | 劍俠世界               |
| 2009年     | 劍俠情緣網絡版叁       |

## 單機版

### 剑侠情缘一
讲述南宋年间的一段武林故事。共有6个结局，其隐藏结局是救出岳飞。遊戲運行於DOS模式。
遊戲角色：独孤剑，张琳心，张如梦，杨瑛，南宫彩虹

### 剑侠情缘二
讲述张如梦和南宫彩虹隐居大漠之后，其子南宫飞云在江湖闯荡中发生的一起爱情故事。遊戲平臺轉入Win32。
遊戲角色：南宫飞云，燕若雪，柴嵩，杨瑛，秋依水，完颜宏烈

#### 角色介紹

##### 南宮飛雲
主角。劍俠情緣一中其父親張如夢和其母親南宮彩虹隱居大漠之後，生了兒子南宮飛雲。他隻身闖盪江湖並和燕若雪發生了一起愛情故事。年僅16歲，從小居住在漠北，在父母栽培下，武功根基很好。個性豪放，集合了漢人和金人的特點。長大後，聽聞江湖世事，深感興趣，並要求父母准許他南下闖盪江湖，不過，他不諳世事，連罵人的話都不知道。他結交了一堆朋友，愛上了漂亮的燕若雪，但始終不知她的底細。南宮飛雲在稻香村裡曾和三個小兄弟打架，最後三人被南宮飛雲打敗，南宮飛雲與他們交談得知他們分別是王重陽、洪七和歐陽鋒。

##### 燕若雪
女主角 。此人僅是天上有，人間難得幾回聞。南宮飛雲初見燕若雪時，便對她一見鍾情，而燕若雪在南宮飛雲一再的獻殷情後，也被他打動了芳心，但是，漢金始終不兩立，雖然，南宮飛雲有漢人與金人的血統，不過，父母當年背棄兩國的使命隱居大漠，讓他不管是站哪邊都不合適。就這麼造就兩人，明明相愛著對方，卻受限於世俗規範，難以在一起。

### 剑侠情缘二白金版
剑侠情缘二的豪华版，在结局上有所改变。
遊戲角色：南宫飞云，燕若雪，柴嵩，赵无双，秋依水，唐离、
登场人物:赵节、耶律辟离、独孤剑、杨瑛、完颜宏烈

### 剑侠情缘外传：月影传说
剑侠情缘的外传。同時有繁體版和日文版。
游戏角色：杨影枫，月眉儿，紫轩，纳兰真，蔷薇

### 新剑侠情缘
使用新代技术重新制作剑侠情缘。刪去了部分結局。

## 網絡版

### 剑侠情缘online
《剑侠情缘online》的游戏背景为南宋时期，宋金大战成为游戏独有的元素。游戏于2003年问世，引入金木水火土五行元素相生相克，分别为十大门派：天王、少林、唐门、五毒、天忍、丐帮、峨眉、翠烟、武当、昆仑，并将之分为正派、中立、邪派三大阵营，让游戏更加多样化。2013年引入华山派，成为第十一个门派。目前游戏仍在运营。
该游戏主题曲《這一生都只為你》为大陆歌手组合羽泉。

### 剑侠情缘online 2
一款結合從古至今智慧於一身的武俠大作，裡頭十大門派分別為少林、武當、峨嵋、丐幫、唐門、楊門、五毒、明教、翠煙、崑崙，派與派之間，皆有自己獨特的特色，讓每位玩家能明確選擇自己所喜愛的門派。遊戲為二維地圖結合三維角色模式。目前台灣已無代理，大陸金山公司依舊經營。
主題曲為當時大國文化旗下歌手王蓉以及蕭正楠合唱的《三生三世》

### 剑侠世界
一款2D游戏

### 剑侠情缘web
一款网页游戏，由金山公司授权51wan开发出品。该游戏已于2010年10月29日关闭游戏服务器 。

### 劍俠情緣網絡版三
主条目：剑侠情缘网络版III
劍俠系列首個3D版本。